# 柔毛凤尾蕨
柔毛凤尾蕨（学名：Pteris puberula）为凤尾蕨科凤尾蕨属下的一个种。

## 扩展阅读
- 維基物種上的相關：柔毛凤尾蕨